# Urban Folktales
Urban Folktales ist ein Jazz-Album der Jazz Bigband Graz, das größtenteils zwischen dem 18. und 22. Juli 2011 im Studio von Tomtone Productions in Thalberg bei Pöllau (Steiermark) aufgenommen wurde. Das Album erschien 2012 bei ACT.

## Das Album
Das Album Urban Folktales ist geprägt von einer Mischung aus europäischer und afrikanischer Weltmusik, traditionellen Jazz-Spielweisen, die mit zeitgenössischen Electronica verziert sind. Nach Gastvokalisten Kurt Elling, Take 6 und Jon Hendricks steht hier Theo Bleckmann bei zwei Titeln im Mittelpunkt; er interpretiert Peter Roseggers Gedicht Mein Lied (1911) in Seelenbaumeln und steuert den elektronisch verfremdeten Gesang in Space Trip bei. Die weiteren Gastsolisten sind die aus Guinea stammende Sängerin Hadja Kouyaté (Rêve Africain), der finnische Trompeter Verneri Pohjola (Seelenbaumeln), der italienische Posaunist Gianluca Petrella (High Voltage) und der französisch-vietnamesische Gitarrist Nguyên Lê. Urban Folktales wurde von den beiden Leitern des Orchesters konzipiert, dem österreichischen Trompeter Horst-Michael Schaffer sowie dem deutschen Saxophonisten Heinrich von Kalnein. „Zum einen beziehen sie ihre Inspirationen aus der österreichischen und osteuropäischen Volksmusik – augenfällig manifestiert in ungewöhnlichen Instrumenten wie (elektrischer!) Zither und Drehleier. Zum anderen integriert es Einflüsse aus Rock und Drum & Bass, Minimal Music und Elektronik.“ Während der Tournee, auf der das Album 2012 vorgestellt wurde, starb die Theremin-Spielerin Barbara Buchholz – seit 2008 Mitglied der Band.
Das Album wird eingeleitet durch Urban Tribes, solistische geprägt durch die elektrische Drehleier, die von Matthias Loibner gespielt wird. Die Up-tempo-Nummer nimmt rhythmisch Anleihen bei der osteuropäischen Folkmusik. Seelenbaumein featurt die elektrische Zither von Christof Dienz und Barbara Buchholz’ Theremin. Space Trip — The Day We Landed beginnt und endet mit gesampleten Stimmen der Apollo-8-Crew, bevor Bleckmanns Gesang einsetzt. Nach High Voltage mit Gianluca Petrella als Solisten folgt das zweiteilige Rêve Africain mit der Vokalistin Hadja Kouyaté.

## Titelliste
- JBBG – Jazz Bigband Graz: Urban Folktales (ACT 9528-2)[4]

1. Urban Tribes/Introduction – 4:21 (Solisten: Matthias Loibner, Nguyen Le)
2. Seelenbaumeln – 10:47 (Solisten: Christof Dienz, Uli Rennert, Barbara Buchholz, Theo Bleckmann, Verneri Pohjola)
3. Space Trip/The Day We Landed (Text: Horst-Michael Schaffer) – 11:08 (Solisten: Theo Bleckmann, Nyugen Le)
4. High Voltage – 7:28 (Solist: Gianluca Petrella)
5. Rêve Africain: Part 1: The Dream – 12:01
6. Rêve Africain: Part 2: The Revelation – 6:14 (Solist: Hadja Kouyaté, Johannes Enders)
7. Coming Home – 12:14 (Solisten: Henning Sieverts, Heinrich von Kalnein)

Alle Kompositionen stammen von Heinrich von Kalnein und Horst-Michael Schaffer.

## Rezeption

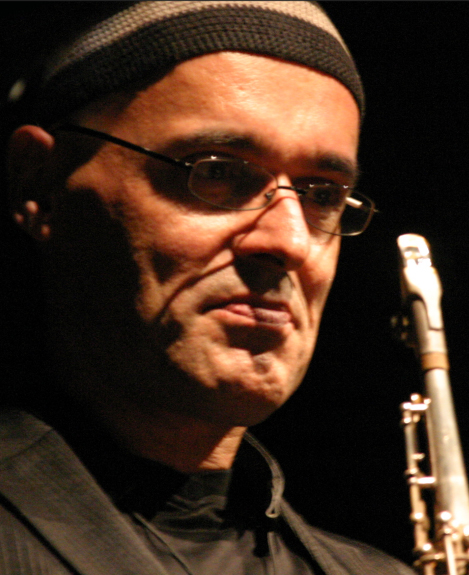
Heinrich von Kalnein, Porträt

Das österreichische Magazin Kultur – Zeitschrift für Kultur und Gesellschaft lobt das Album als eine musikalisch höchst abwechslungsreiche Abenteuerreise und hebt hervor, dass auf „Urban Folktales“ längst alle stilistischen Grenzen gesprengt und die Klang-Ästhetik in Richtung Electronics erweitert [wird], ohne freilich auf klischeefrei eingesetzte traditionelle Bigband-Elemente völlig zu verzichten. Auf „Urban Folktales“ begegnet man meditativen Klangteppichen, swingenden Passagen und rockigen Grooves, filmmusikartigen Sphärenklängen und weltmusikalischer Erdgebundenheit. [...]
John Fordham lobte im Guardian die „reichhaltigen“ Stücke des Albums, so den sanft pulsierenden Minimalismus in Space Trip und das außergewöhnliche 20-minütige Reve Africain. Mit Hadja Kouyates flehentlichem Gesang und Johannes Enders’ Tenorsaxophon sei es eine „afrikanische Beschwörung“, die auf ein an Gil Evans erinnerndes orchestrales Glühen zurückgreife, bevor es in ein von den Saxophonen geleitetes Shuffle übergeht. Auch wenn „der Eklektizismus der Platte bisweilen eine fade und grenzwertig-glatte Politur“ habe, so sei Urban Folktales wohltuend zugänglich, manchmal auch inspirierter und pointiert dargebotener World-Jazz.
Nach Ansicht von Bruce Lindsay in All About Jazz (2012) zeigt Urban Folktales neue Richtungen des Bigbandjazz auf. Die Kompositionen von Heinrich von Kalnein und Horst-Michael Schaffer verschafften der Jazz Bigband Graz einen einzigartigen Klang, der traditionelle Bigband-Instrumentierung und Section playing beinhalte, aber dies mit elektronischen Processing, gesampleten Stimmen sowie mit afrikanischen und europäischen Musikeinflüssen mische. Lindsay hebt dabei die Hinzufügung von elektrisch verstärkter Zither, Drehleier und dem Theremin hervor:
there's a quirky inventiveness to the JBBG's instrumental lineup too. All three have a spooky, spectral quality that complements the more usual big band brass and reeds.

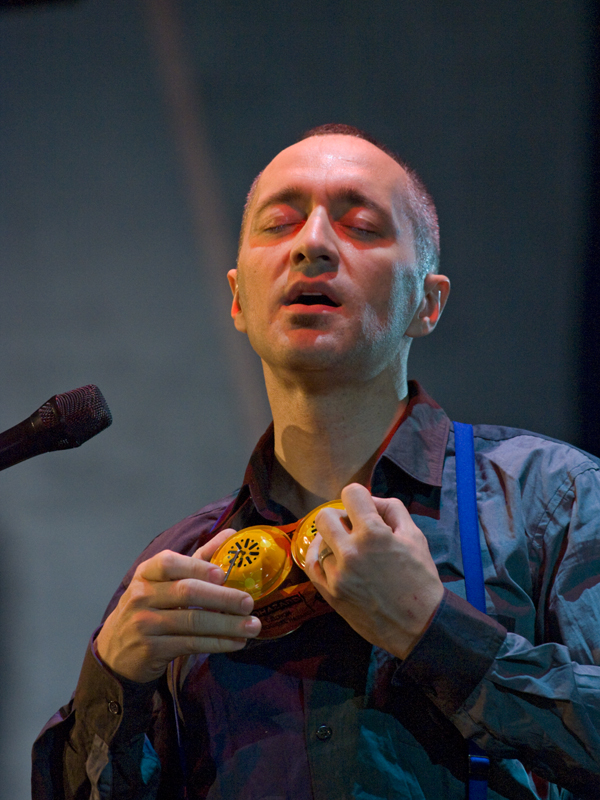
Theo Bleckmann, Moers Festival 2008

Der Ensemblesound sei schön ausbalanciert, jede Sektion demonstriere die Führung von Dynamik und einer Bandbreite, die von ruhigem Schönklang bis kraftvollem Spiel reiche. Besonders dramatisch sei der Einstieg der Blech- und Holzbläser in der Eröffnung von Rêve Africain (Part Two: The Revelation); er schaffe unwiderstehlichen Groove, der durchaus neben Johannes Enders’ lyrischem Solo auf dem Tenorsaxophone bestehe.
Mike Hobart schrieb in der Financial Times: „Die mehrschichtige Bigband mischt mit leichtem und diszipliniertem Touch sowie einer Reihe on globalen Einflüssen Blechbläserklänge und neuartige Electronica. Kompositionen kommen und gehen, es verändern sich Stile und Schwenks als auch Riffs, die über trockenen Beats schimmern und Nguyên Lés spukhafte Gitarre weicht einer gefälligen Trompete. Da gibt es Space-Age-Mysterien, ausgewachsene Solos und herzerweichenden Gesang – Hadja Kouyaté aus Guinea über den Rêve Africain klagend; Theo Bleckmann lyrisch im Offbeat in Mein Lied“. Am besten sei die Band, wenn sie sehr abenteuerlustig ist, lediglich das herkömmliche High Voltage mache seinem Namen keine Ehre.
Die Zeitschrift jazzthing hebt den Einfluss des Schlagzeugers und Elektronikers Gregor Hilbe hervor: Auch auf „Urban Folktales“ kreiert die JBBG sechs mächtige Klanggebilde, die durch diverse Gäste ihren ganz besonderen Dreh erhalten. Sänger Theo Bleckmann macht aus „Space Trip“ einen ebensolchen und verleiht in „Seelenbaumeln“ einer introspektiven Sehnsucht Ausdruck. Der italienische Posaunist Gianluca Petrella versetzt „High Voltage“ unter Hochspannung und die Sängerin Hadja Kouyaté führt die Big Band in „Rêve Africain“ unter tatkräftiger Unterstützung von Johannes Enders nach Afrika. Nicht vergessen sollte man auch Nguyên Lê. Der Tausendsassa aus Paris versetzt die Hälfte der Titel mit seinen Zaubereien an Gitarre und E-Bow. Die Ornamentik von Philip Taaffe auf dem Cover deutet schon an, wie weit die musikalischen Reisen der Jazz Bigband Graz gehen.
Nach Ansicht von Michael Arens „verschwimmen hier die Grenzen zwischen Jazz, Big Band, folkloristischer Weltmusik und mitunter aus klassischer Musik zu kommen scheinenden Strukturen zu einer überraschend homogenen, abwechslungsreichen Melasse, die zugleich spielerisch absolut präzise umgesetzt wurde. [...] Ein manchmal an die Ausläufer der Experimental-Musik grenzendes Werk voller spielerischer Brillanz und Brisanz, dass Freunde von etwas anderem Jazz als auch Folk-Fans und Freunde von Big Band Jazz klassischer Couleur gleichermaßen in seinen Bann zu ziehen vermag.“